# Chrysometa browni
Chrysometa browni este o specie de păianjeni din genul Chrysometa, familia Tetragnathidae, descrisă de Lévi, 1986.
Este endemică în Ecuador. Conform Catalogue of Life specia Chrysometa browni nu are subspecii cunoscute.